# Malpha iris
Malpha iris är en insektsart som beskrevs av Myers 1924. Malpha iris ingår i släktet Malpha och familjen kilstritar. Inga underarter finns listade i Catalogue of Life.